# Lev Polugajevskij
Lev Abramovič Polugajevskij (20. listopadu 1934, Mohylev, Sovětský svaz – 30. srpna 1995, Paříž) byl sovětský šachový velmistr.
Polugajevskij se narodil v roce 1934 v Mohylovově v Bělorusku. V roce 1959 získal první cenu v mezinárodním turnaji, který se konal Mariánských Lázních. Taktéž sepsal šest knih o šachu. V roce 1995 zemřel na mozkový nádor.